# مورت دراکر
موریس «مورت» دراکر (به انگلیسی: Mort Drucker) (۲۲ مارس ۱۹۲۹ – ۹ آوریل ۲۰۲۰) کاریکاتوریست و طراح کمیک آمریکایی بود که بیشتر از پنج دهه در مجله مد، به عنوان یک همکار و در فیلم‌های برتر و سریال‌های تلویزیونی برجسته همکاری داشته است.